# The Neptunes Present... Clones
The Neptunes present... Clones è un album discografico di raccolta attribuito al duo di produttori The Neptunes, composto da Pharrell Williams e Chad Hugo. Il disco è uscito nell'agosto 2003.

## Tracce
1. Intro
2. Light Your Ass on Fire – Busta Rhymes (feat. Pharrell Williams)
3. Blaze of Glory – Clipse (feat. Pharrell Williams, Ab-Liva)
4. It Wasn't Us – Ludacris (feat. I-20)
5. Frontin' – Pharrell Williams (feat. Jay-Z)
6. Good Girl – Vanessa Marquez
7. If – Nelly
8. Hot – Rosco P. Coldchain (feat. Pusha T, Boo-Bonic)
9. It Blows My Mind – Snoop Dogg
10. Half-Steering... – Spymob
11. Fuck n' Spend – The High Speed Scene
12. Loser – N.E.R.D (feat. Clipse)
13. Rock 'n' Roll – Fam-Lay
14. The Don of Dons (Put de Ting Pon Dem) – Super Cat (feat. Jadakiss)
15. Hot Damn – Clipse (feat. Ab-Liva, Pharrell Williams, Rosco P. Coldchain)
16. Put 'em Up – N.O.R.E. (feat. Pharrell Williams)
17. Pop Shit – Dirt McGirt (feat. Pharrell Williams)
18. Popular Thug – Kelis (feat. Nas)

## Classifiche
| Classifica (2003)           | Posizione raggiunta |
| --------------------------- | ------------------- |
| Stati Uniti (Billboard 200) | 1                   |